# Christoph Köler

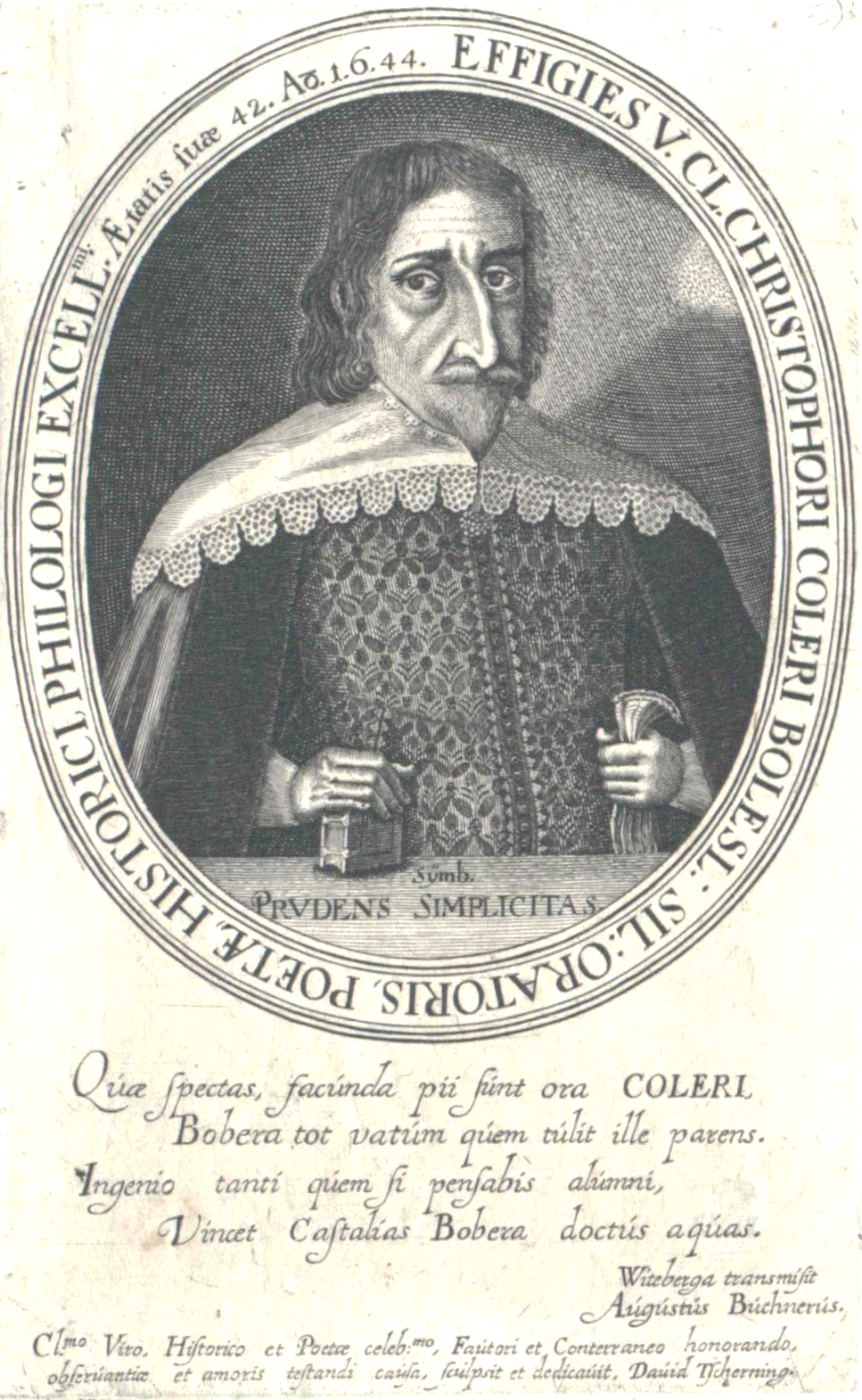
Porträt Christoph Kölers

Christoph Köler, lateinisch auch Colerus, (* 1. Dezember 1602 in Bunzlau, Fürstentum Schweidnitz-Jauer; † 19. April 1658 in Breslau) war ein deutscher Dichter, Schriftsteller, Gymnasiallehrer und Bibliothekar. Köler war der erste Biograf von Martin Opitz.

## Leben und Wirken
Köler wurde 1602 im schlesischen Bunzlau geboren und an der Universität Frankfurt/Oder und am Breslauer Elisabeth-Gymnasium ausgebildet. Anschließend studierte er von 1624 bis 1629 Jurisprudenz an der Universität Straßburg, dort schloss er sich dem Historiker und Philologen Matthias Bernegger an. 1629 kehrte Köler nach Bunzlau zurück. 1634 wurde er am Breslauer Elisabeth-Gymnasium angestellt und 1637 zum Konrektor und Professor ernannt. Einer seiner Schüler war Angelus Silesius. 1639 wurde Köler nebenamtlich zum Bibliothekar der Maria-Magdalenen-Bibliothek in Breslau gewählt.

## Werke (Auswahl)
- Laudatio Honori & Memoriae V. CL. Martini Opitii, 1665
- Oratio Auspicalis Cum Habita solemni Panegyri Bibliotheca Mario-Magdalenaea, 1699
- Dissertationes De Antiqua Et Nova Germanorum Poesi
- Hymni pacis : Ad senatum populumque Bregensem
- Für Mühe, Fleiss und Schweiss Kriegt man denn Ehren-Preiss, 1651
- Faber Fortunae Conjugalis
- Vergleichung Der Löblichen Kauffmanschafft mit dem heiligen Ehestande, 1645
- Ehrerbitliche Einladung zu einer Abgebildeten Teutsch-Poetischen Mayen-Lust, 1642
- In Fatales Turris & Templi Elisabetani Vratislav[iensis] Casus, 1650